# Písečná, Jeseník
Písečná là một làng thuộc huyện Jeseník, vùng Olomoucký, Cộng hòa Séc.